# Mnichov (Domažlicei járás)
Mnichov település Csehországban, a Domažlicei járásban. Mnichov Poběžovice, Hvožďany, Postřekov, Nemanice és Nový Kramolín településekkel határos. Lakosainak száma 219 fő (2024. január 1.).

## Népesség
A település lakosságának változását az alábbi diagram mutatja:
| Lakosok száma | 1125 | 1096 | 1152 | 422  | 296  | 243  | 219  | 211  | 217  | 219  |
|               | 1869 | 1890 | 1921 | 1950 | 1980 | 2001 | 2017 | 2019 | 2022 | 2024 |